# Operation Pangea
Operation Pangea är ett årligen återkommande samarbete mellan läkemedelsverk, tullmyndigheter och polis världen över mot försäljningen av  illegala läkemedel online. Under startåret 2008 deltog tio länder. 2016 har antalet växt till över 100.